# 94 Девы
94 Девы (лат. 94 Virginis), HD 123177 — двойная звезда в созвездии Девы на расстоянии приблизительно 494 световых лет (около 151 парсек) от Солнца. Визуальная звёздная величина звезды — +6,518m.

## Характеристики
Первый компонент — белая звезда спектрального класса A0V, или A0, или A1V. Масса — около 3,234 солнечной, радиус — около 2,848 солнечного, светимость — около 29,74 солнечной. Эффективная температура — около 9963 K.
Второй компонент — красный карлик спектрального класса M. Масса — около 94,07 юпитерианской (0,0898 солнечной). Удалён в среднем на 2,212 а.е..